# Simon Demetrius Graf de Wuits
Simon Demetrius Graf de Wuits (* um 1768 in Polen, Russland oder (weniger wahrscheinlich) in Montenegro; † nach 1828) war (oder nannte sich jedenfalls so) Generalmajor (Maréchal-de-Camp), Kammerherr und Geheimrat des polnischen Königs Stanislaus II. August Poniatowski sowie seit 1790 Ritter des polnischen Ordens des St. Stanislaus. Er verließ 1805 Hamburg in Richtung London unter Hinterlassung von Schulden in Höhe von mindestens 477.607 Reichstalern. Es gilt als gesichert, dass Graf de Wuits ein bürgerlicher Hochstapler war.

## Leben
Graf de Wuits war dreimal verheiratet, der Name der ersten Ehefrau ist unbekannt. Die zweite Ehefrau war Sarah Agnes de Courcy Cholmondeley, verwitwete Vicegräfin Bothal (1775–1846). Sie war in erster Ehe mit William Henri Viscount Bothal verheiratet.

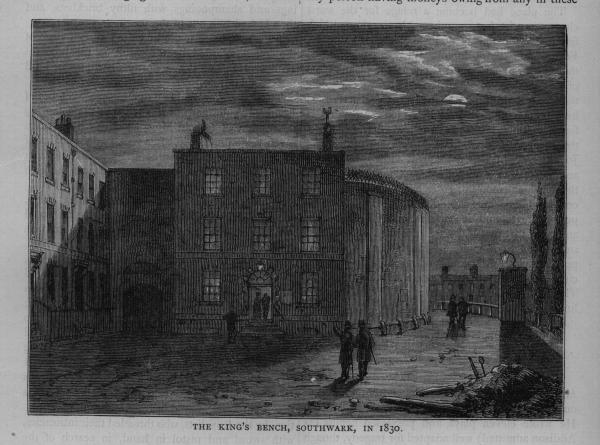
King’s Bench Prison (1830)

Im Jahr 1814 sind Zeichen eines Aufenthalts in Paris zu erkennen, wo Graf de Wuits vermutlich seine dritte Ehefrau (Jeanne Marie Prat geb. du Verdier, * ca. 1767 Le-Puy-en-Velay - † 31. August 1817 Paris; in erster Ehe war sie verheiratet gewesen mit Jacques Nézier Prat) geheiratet hat. Er war um 1816 Mitglied der Freimaurer in Paris, muss um 1817 in Paris (Rue Saint-Nicolas 36, 12. Arrondissement (Reuilly) in der Nähe des Place de la Bastille) und um 1828 auf „Schloss“ Lachenen bei Lier südöstlich von Antwerpen gelebt haben. Er war 1826 wegen Bankrotts im King’s Bench Gefängnis in London eingesperrt und hat als Beruf „General in the French Service“ angegeben.

## Graf de Wuits in geheimer Mission
Die damals in der Emigration in Koblenz lebenden französischen Prinzen Comte de Provence (später König Ludwig XVIII.) und Comte d´Artois (später König Karl X.), Brüder des inhaftierten französischen Königs Ludwig XVI., hatten 1792 als Gegenrevolution zum revolutionären Frankreich den „polnischen Abenteurer“ de Wuits, „alias Wieski, alias de Wiltz“, beauftragt, „4.000 Illyrier für die Armee der [französischen] Prinzen anzuwerben, diese nach Triest einzuschiffen und von dort nach Deutschland zu bringen.“ „Wieski verschwand mit dem Geld und von derartigen Plänen wurde nicht mehr gesprochen.“ De Wuits hatte sich 1793 Erzherzog Karl von Österreich-Teschen, österreichischer Generalstatthalter in Belgien, vergeblich angedient, zur Verteidigung der österreichischen Niederlande gegen Frankreich ein Freicorps aufzustellen. Die Behauptung, dass de Wuits Napoleon gedient und anschließend nach Napoleons Niederlage und Exil in verschiedenen Ländern wie Frankreich, England und Holland gelebt haben soll, konnte nicht bewiesen werden. Er ist hauptsächlich als ein „berühmter Abenteurer“ und Vertrauensmann beschrieben worden, der zuerst Ansprüche auf den Thron von Montenegro erhoben und später persönliche Kraft und Position in ein unabhängiges Zypern hineingelegt hat. Zu guter Letzt machte er sich für die Sache der griechischen Unabhängigkeit stark und war 1824 in London, um ein britisches Darlehen für die griechische revolutionäre Regierung genauso wie für Zypern zu vereinbaren. Graf de Wuits hat 1828 acht Monate lang Geheimverhandlungen mit Christopher Hughes, amerikanischer Geschäftsträger im Haag, über die Einnahme eines Seehafens auf Zypern als Standbein im Mittelmeerraum durch die Vereinigten Staaten von Amerika geführt.

## Erwerb von Gütern
Graf de Wuits hat im Jahr 1803 das Gut Borstel incl. des Meierhofs Grabau für 510.000 Reichstaler erworben. Die Gesamtschuld aus dem Borsteler Gutskauf wurde laut einer in Hamburg am 4. Februar 1804 getroffenen Convention durch Abtrennung und (Rück-)Übertragung des Meierhofs Grabau mit Hoherdamm an den Vorbesitzer Joachim Christoph Janisch um 105.000 Rthlr. vermindert.
Gräfin Sarah von Bothal geborene Baronin de Courcij, „eine geborene Engländerin“, hat „unter Beistand des Herrn von Occolowitz“ mit in Schwerin abgeschlossenem Vertrag vom 31. Oktober 1806 das Lehnsgut Cölpin (heute Kölpin, Gemeinde Demen) zu einem Preis von 34.500 ⅔ Reichstaler von Moritz Caspar Friedrich von Schuckmann erworben. Sie hat die innerhalb von vier Wochen zu leistende Anzahlung von 1.600 ⅔ Reichstaler niemals getätigt, jedoch – nach dem gleichen Muster wie im Gut Borstel – das Gut Cölpin ausgebeutet. Graf de Wuits hat spätestens seit 1808 ebenfalls in Cölpin gelebt, wo sein Sohn Adolph Hannibal Ludwig aus der vermutlich im Jahr 1808 geschlossenen Ehe mit Gräfin Sarah von Bothal am 20. Januar 1809 geboren worden ist. Gräfin de Bothal hat mit Schreiben vom 15. Juni 1809 bescheinigt, „dass der mit [von Schuckmann] über Colpin abgeschlossen gewesene Kaufcontract aufgehoben, und er dies Guth wieder zurückgenommen habe.“ Nachdem am 31. Oktober 1812 der Konkurs über das Lehngut Cölpin eröffnet worden war, wurde dieses im Jahr 1813 zum Höchstgebot von 9.240 ⅔ Rthlr. an Herrn von Winterfeldt auf Stieten versteigert.

## Sohn Caesar Adam Marcus Graf de Wuits
Graf de Wuits’ Sohn, Caesar Adam Marcus Graf de Wuits, Kammerherr des abgedankten, in London lebenden Herzogs Karl II. von Braunschweig-Lüneburg, hat am 6. November 1828 in Paris standesamtlich und kirchlich angeblich in der Kirche der englischen Botschaft Catharine Middleton Gwyn, Tochter eines walisischen Minenbesitzers, geheiratet und damit eine gute Partie (“lady of fortune”) gemacht.
Der Sohn gab sich „für einen mecklenburgischen Grafen“, „für einen Kammerherrn des Großherzogs von Mecklenburg-Schwerin und Rittmeister der österreichischen Cavallerie aus.“ Dieser hat für Schulden seines Vaters in bar und mit Wechseln fast 200.000 Francs gezahlt, um darüber 1834 in London selbst mit 10.000 Pfund in Konkurs zu gehen und wegen Bankrotts kurzzeitig im Londoner Fleet-Gefängnis eingesperrt zu werden. Er war mehrfach in Konkursverfahren verwickelt, aus denen auch ersichtlich ist, dass er – vielleicht vor seinen Gläubigern flüchtend – an unendlich vielen Orten sowohl auf dem europäischen Festland als auch in Großbritannien gelebt hat. Er war – wie „dessen ganze Familie aber, Vater und Bruder“ – „in London allgemein als Schwindler und Bankcrottirer verschrien.“

## Kinder
- Demetrius, * 1. November 1803 in Hamburg, † 19. März 1804 zu Borstel (adoptierter Sohn aus der Ehe von William Henri Viscount Bothal und Sarah Agnes Viscountess Bothal geborene de Courcy Cholmondeley).
- Caesar Adam Marcus, * in Schwerin (oder Cölpin); ⚭ am 6. November 1828 in Paris mit Catherine Middleton Gwyn, * in London - † 6. Dezember 1841.
- Alexandre Charles Demetrius, * ca. 1807 London - † 31. Mai 1845 an Lungenlähmung in Oberhausen (von Brüssel kommend); ⚭ 28. Januar 1843 Saint Luke, Chelsea (London), Middlesex mit Harriet Wildes, † 15. April 1864 in Southborough.
- Adolph Hannibal Ludwig, * 20. Januar 1809 in Cölpin (östlich von Schwerin).